# 藤田伸二
藤田 伸二（ふじた しんじ、1972年2月27日 - ）は、日本中央競馬会（JRA）の元騎手。YouTuber。ニックネームは源氏パイ。

## 来歴
北海道出身。新冠町のメイタイ牧場内で生まれる。
1991年に騎手免許取得。初騎乗は1991年3月2日、中京競馬第1競走のハイビスカスマミー（13頭立ての7着）、同年3月9日、中京競馬第1競走マキバスクリーンで初勝利を挙げる。同年ノーザンコンダクトでラジオたんぱ杯3歳ステークスを制し重賞初勝利。
1992年エリザベス女王杯、タケノベルベットでGI初制覇。1994年の京都新聞杯でスターマン (競走馬)に騎乗しナリタブライアンを破った際に実況の杉本清から「藤田は恐ろしい。」と評された。1996年のダービーをフサイチコンコルドで制覇し戦後史上2位の若さでダービージョッキーに（戦前を入れても史上3位）。1997年有馬記念、シルクジャスティスでエアグルーヴとマーベラスサンデーを差し切り優勝。
2004年に特別模範騎手賞を史上最年少で受賞し、2010年には2度目の特別模範騎手賞を受賞した。1996年より2008年まで12年間、レースでの騎乗停止がなかった。
2006年12月21日、栗東市内の飲食店で従業員に対し暴行を働く。これに対し、日本中央競馬会（JRA）では翌日より藤田を騎乗停止とすることを決め、最終的に翌2007年1月7日に「3ヶ月の騎乗停止」が発表された。なお、2006年度のフェアプレー賞の受賞も内定していたが、この騎乗停止により「30日を超える騎乗停止以上の制裁を受けた者、審判部長の指定により再教育を受けた者は除く」という内規に抵触したため除外されている。
2011年2月20日のフェブラリーＳをトランセンドで勝利しデビュー以来の連続年重賞勝利を21年とするが2012年は重賞勝利がなく記録は途切れたが武豊に続く歴代2位の記録となる。
2015年9月6日、現役を引退することを表明した。9月6日の第2回札幌競馬第7競走（3歳以上500万以下、芝1200m）でイキオイ（杉浦宏昭厩舎）に騎乗し10着となり、これが藤田の現役最終騎乗となった。藤田は引退に際してJRAへ騎手免許の取消願を提出し、翌7日付でJRAから正式に引退が発表されている。
引退直後の同年9月8日には、札幌・すすきのにバー「favori」をオープン（経営は株式会社CNG）。自らも店に出て接客するという。
その後、2017年3月14日付サンケイスポーツの記事で、ホッカイドウ競馬での騎手復帰を目指す意向であることが明らかになった。9月15日に門別競馬場で行われた騎手免許の1次試験を受験したが、不合格となった。合格していれば、藤田は史上4人目となるJRA騎手のNARへの移籍となっていた（その後小牧太がJRAからNARへの史上4人目の移籍騎手となったと同時に、NAR→JRAとJRA→NARへの両方の移籍を行った史上初の騎手となった）。

## エピソード
- オリビエ・ペリエは自身の著書「野望あります」において、「2007年秋・天皇賞当日の朝、ロッカーを開けるとフランス国旗を持ったナイスボディの人形に「がんばれ!」と書いた紙が貼ってあるシンジからのプレゼントが置いてあった」というエピソードを明かしている。
- 2009年5月31日付の自身のブログ記事に対して誹謗のコメントを書き込まれ、翌6月1日付の記事で怒りをあらわにし、6月2日付の記事で「これからは嫌なコメントは、（ブログ運営会社のサイバーエージェントに）消してもらう」と記している[20]。
- 2010年4月3日から、デイリースポーツ および馬三郎紙面でコラム「よろしいやん（現在のコラム名は「藤田伸二の男のコラム」）」（毎週土・日曜日掲載）を執筆している。
- 喫煙者。現在嗜好している銘柄はクール・ブースト（8mg）。煙草は中学2年のときから競馬学校時代を含めて一日も切らしたことがないと著書で述べている[21]。
- 酒類のことをやんちゃ水と称することもある。好物のアルコール飲料はアサヒスーパードライ。飲食店では、まず同ビールの有無を確認してからでないと飲食しないと徹底している。嫌いなアルコール飲料はキリン一番搾り生ビール。サプリメントが大好きで、薬局で大量買いしている[22]。
- コンピュータが大の苦手。「パソコンはようやらんわ」と自身の著書『競馬番長のぶっちゃけ話』で綴っている。
- 自身のデビュー20周年を記念して発売された『騎手・藤田伸二 20年の「男道」』内の企画「フリー百科事典『ウィキペディア』本人チェック」において、自身の項目の2010年2月16日18時の時点における記載についてチェックを行った。その結果、身長や出身中学校、交流G1勝利数などについて間違いを指摘し「でもまぁ、いくつか致命的なのはあったけど、全体的にはほとんど間違いないやん」「そんで、間違ってたとこは直してくれんの?」「どこのどなたかは知らんけど、修正の方を、よろしく頼んますね～」とコメントしている。
- 2011年のドバイワールドカップミーティングに参加した際、レース前に日本で発生した東日本大震災を受け、日本国外の騎手に呼びかけて、日本に向けたメッセージを集めた[23]。
- 2017年11月よりそれまでスタッフによって運営されていた公式のTwitterを藤田自らが管理する形態に変更した上でTwitterを開始した。藤田の直接管理後は、競馬予想を中心とした内容となっているが、状況によっては、競馬関係者や競馬ファンからの質疑応答に対して返答することもある。
- 競馬界の張本勲、番長、漢[24]という異名を持つ[25][26]。騎手を引退した後も藤田は漢らしい姿勢を貫いており[27]、2022年1月26日時点でも筋肉質である[28]。

## 評価
作家の亀和田武によると、藤田は自身がフェアプレー賞を複数回受賞した誇りから安全な騎乗に関し他の騎手に苦言を呈することがあり、時としてそれはレース後の検量室で若い騎手を「シメる」行為に表れることがある。この点については藤田自身、著書『騎手の一分』において若い騎手が「『藤田さんに怒鳴られた』と萎縮することになるかもしれない」と認めた上で、「あくまでもお互いの安全を重視してのこと」と述べている。
中央競馬の元騎手で競馬評論家の安田康彦は、「あの人の競馬知ってる!?ホンマうるさいで?」と前置きした上で藤田の騎乗の特徴を語り、レース中に自身が騎乗する競走馬の進路を開けるように藤田は大声で騒いだ上、従わない騎手に対しレース後に食ってかかる傾向があり、競馬学校の同期（第7期）にあたる安田でさえ「ホンマはやったらアカンこと」と認識しつつ「うるさく言われるのが嫌で」藤田の言いなりになっていたと告白している。安田は藤田を「あの人は客観的に物事を考えられない」と評している。しかし、安田は心底より藤田を嫌っていた訳ではなく、競馬最強の法則2017年11月号では藤田の競馬学校時代のことを、「競馬学校では布団の隅を合わせて畳む几帳面な男であった」と簡潔ながらも藤田の几帳面さを評価していた。

## 年度別成績
| 年度   | 1着 | 2着 | 3着 | 騎乗数 | 勝率 | 連対率 | 複勝率 | 表彰                                                                               |
| ------ | --- | --- | --- | ------ | ---- | ------ | ------ | ---------------------------------------------------------------------------------- |
| 1991年 | 39  | 27  | 28  | 376    | .104 | .176   | .250   | '91JRA賞（最多勝利新人騎手） 最多勝利新人騎手賞 関西放送記者クラブ賞（新人騎手賞） |
| 1992年 | 49  | 47  | 35  | 441    | .111 | .218   | .297   | フェアプレー賞（関西）                                                             |
| 1993年 | 60  | 44  | 26  | 483    | .124 | .215   | .269   | フェアプレー賞（関西）                                                             |
| 1994年 | 60  | 44  | 37  | 488    | .123 | .213   | .289   | フェアプレー賞（関西）                                                             |
| 1995年 | 55  | 51  | 51  | 520    | .106 | .204   | .302   | フェアプレー賞（関西）                                                             |
| 1996年 | 77  | 66  | 64  | 601    | .128 | .238   | .344   | 優秀騎手賞（賞金獲得部門）                                                         |
| 1997年 | 83  | 52  | 69  | 581    | .143 | .232   | .351   | フェアプレー賞（関西）                                                             |
| 1998年 | 68  | 57  | 55  | 591    | .115 | .212   | .305   | フェアプレー賞（関西）                                                             |
| 1999年 | 88  | 68  | 58  | 634    | .139 | .246   | .338   | フェアプレー賞（関西） 優秀騎手賞（勝率部門）                                      |
| 2000年 | 78  | 81  | 69  | 671    | .116 | .237   | .340   | フェアプレー賞（関西）                                                             |
| 2001年 | 95  | 81  | 81  | 798    | .119 | .221   | .322   | フェアプレー賞（関西）                                                             |
| 2002年 | 111 | 89  | 78  | 773    | .144 | .259   | .360   | フェアプレー賞（関西） 優秀騎手賞（勝利度数部門・勝率部門・賞金獲得部門）          |
| 2003年 | 103 | 93  | 80  | 812    | .127 | .241   | .340   | フェアプレー賞（関西） 優秀騎手賞（勝利度数部門）                                  |
| 2004年 | 121 | 76  | 83  | 805    | .150 | .245   | .348   | フェアプレー賞（関西） 特別模範騎手賞 優秀騎手賞（勝利度数部門）                   |
| 2005年 | 115 | 88  | 104 | 813    | .141 | .250   | .378   | フェアプレー賞（関西） 優秀騎手賞（勝利度数部門・勝率部門・賞金獲得部門）          |
| 2006年 | 127 | 127 | 88  | 902    | .141 | .282   | .379   |                                                                                    |
| 2007年 | 104 | 82  | 60  | 649    | .160 | .287   | .379   | フェアプレー賞（関西） 優秀騎手賞（勝率部門4位）                                   |
| 2008年 | 94  | 92  | 70  | 753    | .125 | .247   | .340   |                                                                                    |
| 2009年 | 108 | 92  | 69  | 758    | .142 | .264   | .355   | 優秀騎手賞（勝利度数部門4位・勝率部門5位・賞金獲得部門5位）                        |
| 2010年 | 92  | 68  | 75  | 632    | .146 | .253   | .372   | フェアプレー賞（関西） 特別模範騎手賞 優秀騎手賞（勝率部門5位）                    |
| 2011年 | 59  | 35  | 35  | 422    | .140 | .223   | .306   | フェアプレー賞（関西） 優秀騎手賞（勝率部門5位）                                   |
| 2012年 | 31  | 43  | 65  | 460    | .067 | .161   | .302   | フェアプレー賞（関西）                                                             |
| 2013年 | 50  | 41  | 32  | 465    | .108 | .196   | .265   | フェアプレー賞（関西） ベストフェアプレー賞                                        |
| 2014年 | 33  | 38  | 44  | 529    | .062 | .134   | .217   | フェアプレー賞（関西） ベストフェアプレー賞                                        |
| 2015年 | 18  | 08  | 20  | 314    | .057 | .083   | .146   |                                                                                    |

### 初騎乗成績
|            | 日付           | 競馬場・開催  | レース名                    | 馬名               | 頭数 | 人気 | 着順 |
| ---------- | -------------- | ------------- | --------------------------- | ------------------ | ---- | ---- | ---- |
| 初騎乗     | 1991年3月2日   | 1回中京3日1R  | 3歳未勝利戦                 | ハイビスカスマミー | 13頭 | 8    | 7着  |
| 初勝利     | 1991年3月9日   | 1回中京5日1R  | 3歳未勝利戦                 | マキバスクリーン   | 11頭 | 4    | 1着  |
| 重賞初騎乗 | 1991年6月16日  | 2回中京2日11R | 金鯱賞                      | テイエムダンガン   | 12頭 | 11   | 12着 |
| 重賞初勝利 | 1991年12月21日 | 1回阪神7日11R | ラジオたんぱ杯3歳ステークス | ノーザンコンダクト | 12頭 | 1    | 1着  |
| GI初騎乗   | 1991年12月1日  | 1回阪神2日10R | 阪神3歳牝馬ステークス       | キタシバリヨン     | 15頭 | 14   | 11着 |
| GI初勝利   | 1992年11月15日 | 5回京都4日11R | エリザベス女王杯            | タケノベルベット   | 18頭 | 17   | 1着  |

### GI・JpnI競走勝利一覧（年度別）
（斜字は統一GI・JpnI、*印はJpnIを指す。）
- 1992年
  - エリザベス女王杯 （タケノベルベット）[34]
- 1996年
  - 東京優駿（フサイチコンコルド）[34]
- 1997年
  - 有馬記念（シルクジャスティス）[34]
- 1999年
  - 高松宮記念（マサラッキ）[34]
  - ダービーグランプリ（タイキヘラクレス）[35][36]
- 2000年
  - 優駿牝馬（シルクプリマドンナ）[34]
- 2001年
  - ダービーグランプリ（ムガムチュウ）[35][37]
  - 朝日杯フューチュリティステークス（アドマイヤドン）[34]
- 2002年
  - 高松宮記念（ショウナンカンプ）[34]
  - 宝塚記念（ダンツフレーム）[34]
  - JBCクラシック（アドマイヤドン）[35][38]
- 2005年
  - 安田記念（アサクサデンエン）[34]
- 2007年
  - 全日本2歳優駿*（イイデケンシン）[35]
- 2008年
  - ヴィクトリアマイル*（エイジアンウインズ）[34]
- 2009年
  - 高松宮記念（ローレルゲレイロ）[34]
  - スプリンターズステークス（ローレルゲレイロ）[34]
- 2010年
  - ジャパンカップダート（トランセンド）[34]
- 2011年
  - フェブラリーステークス（トランセンド）[34]
  - 天皇賞（春）（ヒルノダムール）[34]
  - マイルチャンピオンシップ南部杯*（トランセンド）[34]
  - ジャパンカップダート（トランセンド）[34]

## 著書
- 『直線一気』（1999年 マガジン・マガジン）
- 『特別模範男』（2006年 東邦出版）
- 『競馬番長のぶっちゃけ話』（2009年 宝島社）
- 『騎手・藤田伸二 20年の「男道」』（2010年 宝島社）
- 『藤田伸二の男ラム』競馬王新書（2010年 白夜書房）
- 『番長の話』（2010年 宝島社）
- 『藤田伸二の「男・語録」』（2012年 宝島社）
- 『騎手の一分』（2013年 講談社現代新書）
- 『元騎手 藤田伸二〝生涯、やんちゃ主義〟』（2019年 財界さっぽろ）

## ラジオ
- 藤田伸二の生涯、ヤンチャ主義!（HBCラジオ、2017年7月2日 - 2019年3月31日）- パーソナリティ